# Marcus Larson

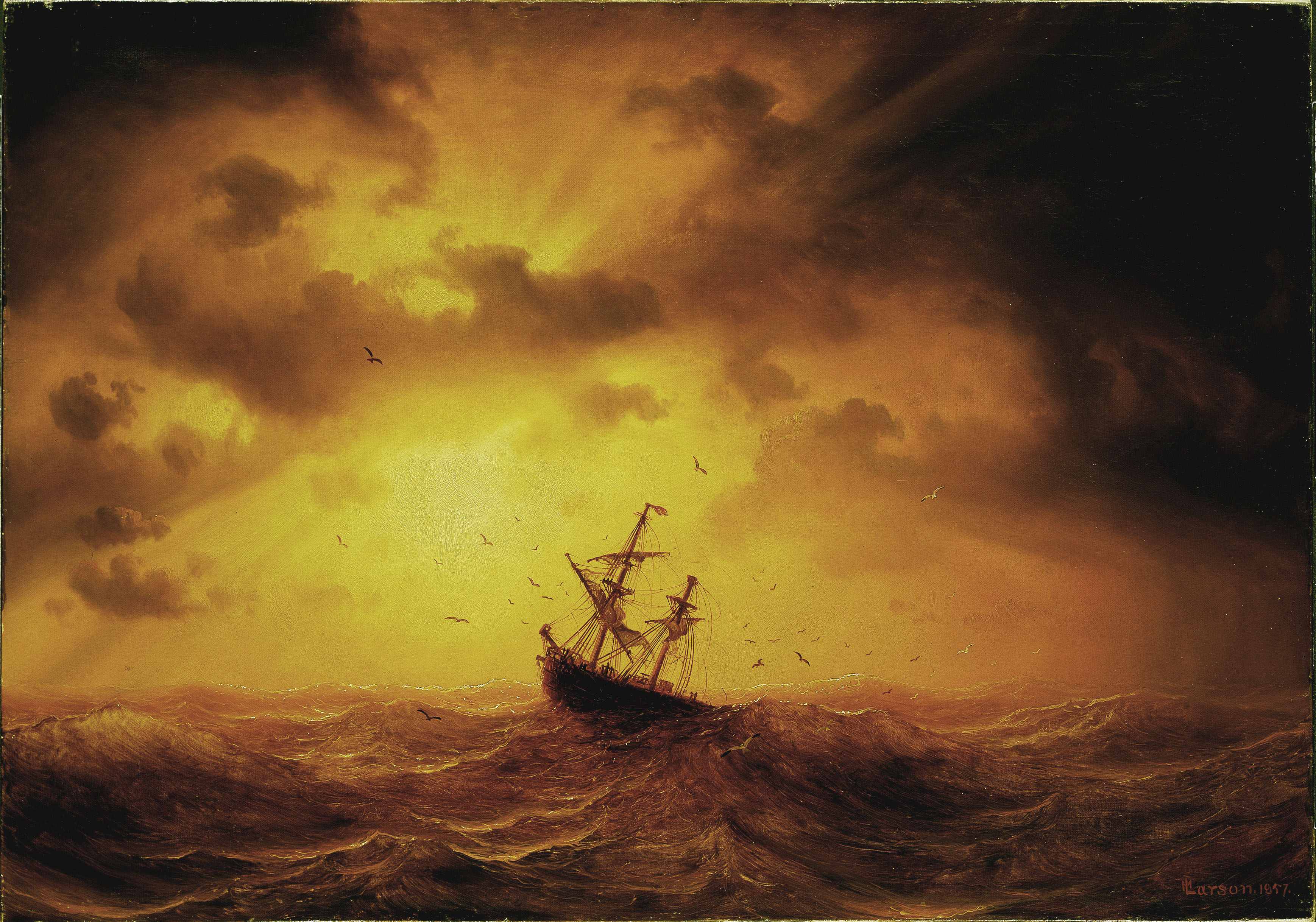
Mar tormentoso (1857), Museo Nacional de Estocolmo

Simon Marcus Larson (Örsätter, Åtvidaberg, Östergötland, 5 de enero de 1825-Londres, 26 de enero de 1864) fue un pintor sueco. 

## Biografía
Estudió en la Academia de Bellas Artes de Estocolmo y amplió su formación en Copenhague con el pintor de marinas Vilhelm Melbye. Entre 1852 y 1857 residió en Düsseldorf, en Alemania. También viajó ocasionalmente a París. Se inició en el paisajismo romántico, para especializarse en el género de la marina, por influencia de su maestro Melbye. Recibió también la influencia de Andreas Achenbach y Jacob van Ruisdael. Tras un viaje a Noruega en 1850 sus paisajes adquirieron un tono más dramático.
Sus cuadros típicos fueron marinas y paisajes con torrentes y cascadas, con gusto por temas de cierto dramatismo como los naufragios y las tempestades, generalmente en telas de gran formato: Cascada (1856, Museo de Göteborg), Naufragio en la costa sueca (1861, Museo de Göteborg). Su obra madura destaca por su tono patético y teatral, con formas degarradas y fuertes claroscuros.
Aunque en Suecia era apodado «el príncipe de la pintura», desde 1860 vivió en el extranjero, donde cosechó un gran éxito, especialmente en San Petersburgo y Londres. Sin embargo, a causa de su vida desordenada y tras contraer tuberculosis murió en la miseria.